# Курутія світлощока
Куру́тія світлощока (Cranioleuca vulpecula) — вид горобцеподібних птахів родини горнерових (Furnariidae). Мешкає в Амазонії.

## Поширення і екологія
Світлощокі курутії поширені на сході Еквадору (в долині річки Напо), на північному сході Перу (в долині Амазонки та в нижній течії річки Укаялі), на заході Бразилії (в долині Амазонки на схід до впадіння в неї Ріу-Неґру і Мадейри, а також в долинах Мадейри, Журуа і Пуруса) та на крайньому північному сході Болівії (в нижній течії річки Бені).
Світлощокі курутії живуть у варзейських лісах (тропічних лісах у заплавах Амазонки і її притоків), у вологих чагарникових заростях та на річкових островах. Зустрічаються на висоті від 150 до 300 м над рівнем моря.